# 83 Gangster Crips
 (avril 2018).
Si vous disposez d'ouvrages ou d'articles de référence ou si vous connaissez des sites web de qualité traitant du thème abordé ici, merci de compléter l'article en donnant les références utiles à sa vérifiabilité et en les liant à la section « Notes et références ».
Les 83 Gangster Crips (prononcé Eight-Tray Gangster Crips et parfois résumé avec l'acronyme ETGC) sont l'une des factions des Crips les plus connues de Los Angeles.  
Le gang s'est créé dans les années 70. Leur nom se réfère à la 83ème Rue à Los Angeles, où le gang s'est formé.  
Les 83 Gangster Crips furent fortement impliqués dans les émeutes de 1992 de Los Angeles.
Bien qu'étant faction des Crips, leurs principaux rivaux sont d'autres factions de ce gang, comme les N'Hood Crips, et tout spécialement les Rollin 60 Neighborhood Crips. Cette rivalité entre les Rollin 60 Neighborhood Crips et les 83 Gangster Crips fut sanglante, causant plus de morts issus de fusillades entre Crips que du côté de leurs ennemis communs, les Bloods. Leurs autres rivaux sont les 67 Neighborhood Crips et les Inglewood Family Gang, une faction des Bloods.
Outre la Californie, les 83 Gangster Crips sont présents en Floride, en Caroline du Nord, au Maryland et dans l’État de New York. 